# Исакий Далматски
Исакий Далматски е римски монах.
Сведенията за произхода и ранните му години са много ограничени, като според някои източници произходът му е сирийски. Към 378 година той е отшелник в района на Константинопол и става известен с противопоставянето си на император Валент, който е привърженик на арианството. Валент го изпраща в затвора, но малко по-късно е убит в битката при Адрианопол, а за Исакий се твърди, че е предсказал смъртта му от огън.
След смъртта на Валент Исакий е освободен и става игумен на новооснован манастир в Константинопол. По-късно манастирът става известен като Далматски по името на Далмат, наследника на Исакий като игумен. Исакий участва във Втория Вселенски събор през 381 година, където отново е активен в осъждането на арианството.
Исакий умира в Далматския манастир в Константинопол на 30 май 383 година (според някои източници – през 396 година).
Исакий Далматски е канонизиран за светец, като днес Православната църква отбелязва паметта му на 30 май. На тази дата е роден руският император Петър I, който обявява светеца за покровител на династията Романови. На него е посветен и Исакиевският събор, най-голямата православна църква в старата руска столица Санкт Петербург.